# Dozer (cantante)
Juan Matías Varela, más conocido como Dozer (Buenos Aires, 20 de diciembre de 1992) es un cantante y rapero argentino del género freestyle rap, reconocido por haber ganado la popular Red Bull Batalla de los Gallos Argentina en el año 2018 y por su carrera musical como solista. También se hizo renombre a finales del 2024 cuando le tocó ser jurado en la final internacional de la Red Bull Batalla de los Gallos 2024 en España. En la final entre Chuty y Gazir, al momento del conteo final para anunciar al ganador, éste fue el único de los cinco jurados que no levanto el cartel y no mostró su decisión final, lo cual fue una polémica razon de habladurías que levantaron sospechas de un arreglo previo con la organización. 

## Biografía

### Inicios
Juan Matías Varela nació en el hospital Materno Infantil Ramón Sardá en Buenos Aires, Argentina y creció en el seno de un hogar humilde en el Barrio Don Orione de Claypole. En su adolescencia se desempeñó en varios trabajos para ayudar económicamente a su familia. Al no tener éxito, decidió rapear en los vagones del tren Roca para ganarse el sustento. Luego de algunos años, Dozer tuvo su gran oportunidad en el mundo del freestyle al participar en la popular Red Bull Batalla de los Gallos en su versión Argentina en 2012. En este certamen logró avanzar hasta los cuartos de final, perdiendo ante el eventual campeón de esa edición, Tata.

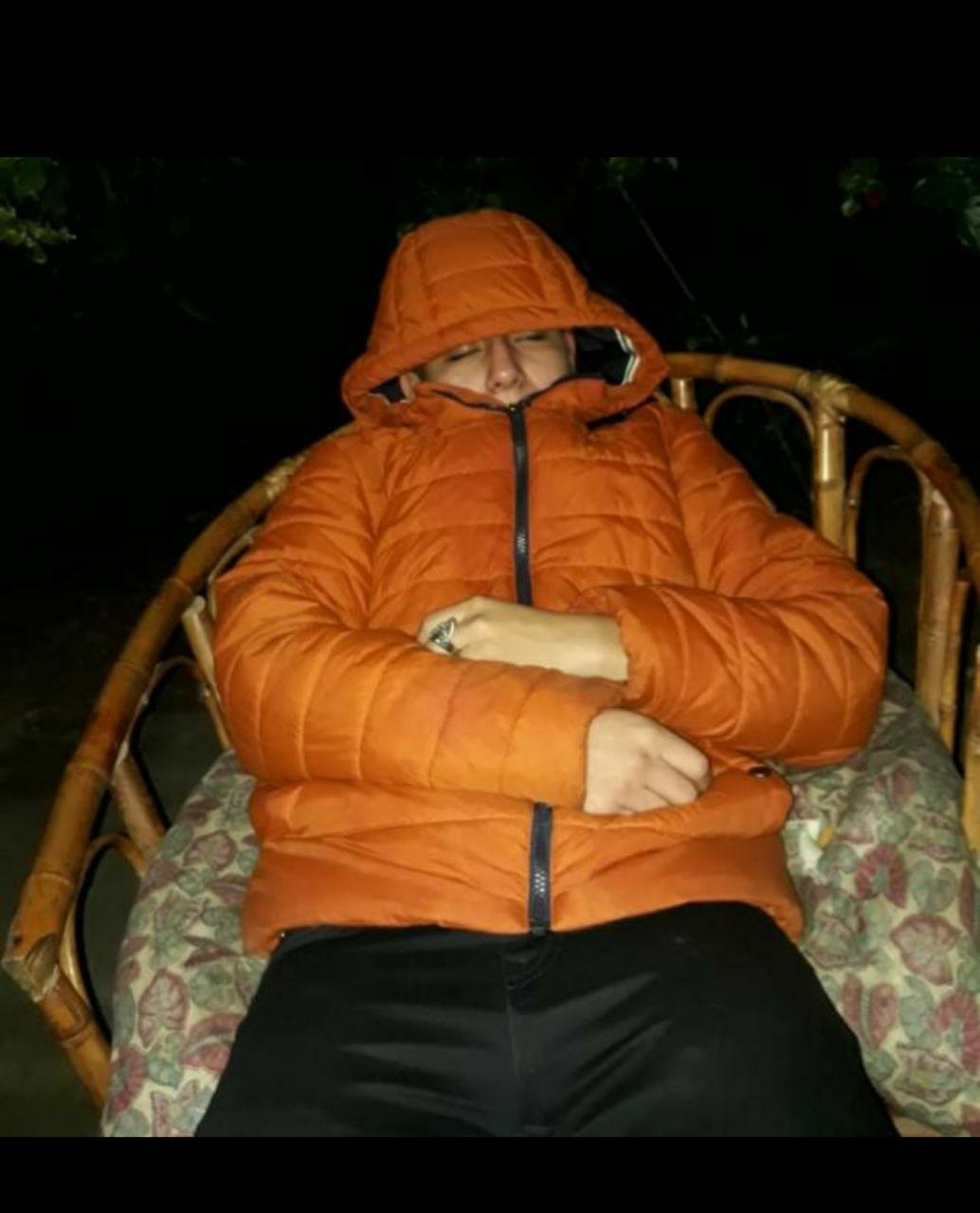

### Batallas defreestyle
Un año después Dozer nuevamente se presentó en la Batalla de los Gallos, donde nuevamente fue derrotado en los cuartos de final, esta vez por Wolf. Regresó a la competencia en 2016, avanzando en esta oportunidad hasta la semifinal. En ese mismo 2016 Dozer participó en otra competencia argentina llamada ego fest donde caería en la final ante Dtoke
En la versión de 2017, Dozer obtuvo la cuarta posición. En la edición de 2018 se coronó campeón nacional argentino al derrotar en la final a Stuart ante unas seis mil personas en el Luna Park de Buenos Aires. En la edición 2019 de la competencia avanzó hasta cuartos de final donde quedaría eliminado por la freestyler Roma. 

### Carrera musical
Lo conseguido en la Batalla de los Gallos de Redbull en 2018 impulsó la carrera musical de Dozer. En 2019 firmó un contrato de distribución digital con la compañía MOJO, grabando nueve sencillos ese mismo año. Los vídeoclips de las canciones "Estoy preso", "Estudiante del asfalto", "Libre", "Trap legado", "Me equivoqué" y "Epicoscience" superan en la actualidad los dos millones de visitas en la popular plataforma de vídeo YouTube.
Dozer practica el cristianismo y lo refleja en las letras de sus canciones. Tras coronarse campeón nacional en la Batalla de Los Gallos en 2018, declaró que "hace rap de valores". En julio de 2019 fue escogido por la UNICEF para ser la imagen del Concurso de Rap Digital, una iniciativa que busca concientizar sobre el ciberacoso y el sexteo. Fue el invitado de Redimi2 en su tour La Resistencia, presentado en el Luna Park.

## Discografía

### Sencillos y EP
| Año  | Título                   | Artista                   |
| ---- | ------------------------ | ------------------------- |
| 2016 | «AdoRAPción»             | Dozer                     |
| 2017 | «El rapero del tren»     | Dozer                     |
| 2017 | «Trap legado»            | Dozer                     |
| 2017 | «Estudiante del asfalto» | Dozer                     |
| 2017 | «Libre»                  | Dozer                     |
| 2018 | «Sobre la mesa»          | Dozer ft Rescate          |
| 2018 | «24 Siempre»             | Dozer                     |
| 2019 | «¿Por qué?»              | Dozer                     |
| 2019 | «Una chance más»         | Dozer                     |
| 2019 | «Real»                   | Dozer                     |
| 2019 | «Entre leones»           | Dozer ft Claunu           |
| 2019 | «Estoy preso»            | Dozer                     |
| 2019 | «Epiconscience»          | Dozer                     |
| 2019 | «Me equivoqué»           | Dozer                     |
| 2019 | «Me hicieron creer»      | Dozer                     |
| 2019 | «Invasión»               | Dozer                     |
| 2019 | «Ya no les creo»         | Dozer                     |
| 2021 | «Riesgo»                 | Dozer ft Sicky            |
| 2022 | «Nada es ficción»        | Dozer                     |
| 2022 | «Temblor»                | Dozer                     |
| 2022 | «Bla bla»                | Dozer                     |
| 2023 | «Llamado»                | Dozer                     |
| 2024 | «Momento»                | Dozer                     |
| 2024 | «Atribulado»             | Dozer ft Natan el Profeta |

| Año  | Título             | Distribuidora |
| ---- | ------------------ | ------------- |
| 2020 | «Vida Urbana - EP» | MOJO          |